# 1964年国家緊急権法
1964年国家緊急権法（1964ねんこっかきんきゅうけんほう、英語: Emergency Powers Act 1964）は、イギリスの法律。1920年国家緊急権法を改正し、限時法だった1939年防衛(軍隊)規則（Defence (Armed Forces) Regulations 1939）を恒久法に変更した。
イギリスの議会は2003年11月に発表した報告で1964年国家緊急権法をイギリスの憲法を構成する成文法のうち「特に基本的なもの」の1つとしている。

## 内容
1920年国家緊急権法第1条では緊急事態に何らかの人物あるいは団体の行動を必要としたが、1964年国家緊急権法第1条により緊急事態の要件が「人物の行動」から「事件」に変更され、自然災害にも対応できるようになった。2004年市民緊急事態法により1920年国家緊急権法が廃止されると、国家緊急権を規定した1964年国家緊急権法第1条も同時に廃止された。
第2条では国家にとって重要な任務である場合、国軍を一時的に農業などに従事させることを許可した1939年防衛(軍隊)規則（Defence (Armed Forces) Regulations 1939）を限時法から恒久法に変更した。